# جان روشون
جان روشون هو سياسي كندي، ولد في 29 يوليو 1938 في مونتريال في كندا. حزبياً، نشط في الحزب الكيبيكي. وقد انتخب عضو الجمعية الوطنية في كيبك ‏.